# Aljaksandr Syman
Aljaksandr Syman (* 26. Juli 1977 in Kapyl, Minskaja Woblasz) ist ein ehemaliger belarussischer Biathlet.
Aljaksandr Syman betreibt seit 1991 Biathlon. Er startet für Dinamo Minsk und wird von Andrian Tsybulsky und Sjarhej Sakalouski trainiert. Der verheiratete Hobbyhistoriker lebt in Minsk.
Syman feierte sein Biathlon-Weltcup-Debüt 1999 in Hochfilzen bei einem Einzel (79.). Seinen Durchbruch auf internationaler Ebene hatte er beim vorolympischen Weltcup 2005 in Cesana, wo er beim Sprint auf den dritten Rang kam. Beim nächsten Weltcupsprint in Pokljuka gewann er seinen bislang einzigen Weltcup in eine Einzelrennen. Mit der Staffel gewann er 2004 in Ruhpolding einen weiteren Weltcup.
Neben den Erfolgen im Winter ist Syman auch im Sommer erfolgreich. Bei der Weltmeisterschaft im Sommerbiathlon 2005 gewann er in Muonio den Titel im Massenstart, ein Jahr zuvor war er in Brezno-Osrblie mit der belarussischen Staffel siegreich.
Aljaksandr Syman nahm 2002, 2006 und 2010 an den Olympischen Winterspielen teil und startete bislang bei 6 Weltmeisterschaften.

## Biathlon-Weltcup-Platzierungen
Die Tabelle zeigt alle Platzierungen (je nach Austragungsjahr einschließlich Olympische Spiele und Weltmeisterschaften).
- 1.–3. Platz: Anzahl der Podiumsplatzierungen
- Top 10: Anzahl der Platzierungen unter den ersten zehn (einschließlich Podium)
- Punkteränge: Anzahl der Platzierungen innerhalb der Punkteränge (einschließlich Podium und Top 10)
- Starts: Anzahl gelaufener Rennen in der jeweiligen Disziplin
- Staffel: inklusive Mixed- und Single-Mixed-Staffeln

| Platzierung         | Einzel | Sprint | Verfolgung | Massenstart | Staffel | Gesamt |
| ------------------- | ------ | ------ | ---------- | ----------- | ------- | ------ |
| 1. Platz            |        | 1      |            |             | 1       | 2      |
| 2. Platz            |        |        |            |             | 3       | 3      |
| 3. Platz            |        | 1      |            |             | 3       | 4      |
| Top 10              |        | 2      |            |             | 27      | 29     |
| Punkteränge         | 9      | 12     | 12         |             | 42      | 75     |
| Starts              | 34     | 85     | 34         |             | 42      | 195    |
| Stand: Karriereende |        |        |            |             |         |        |